# Agapostemon boliviensis
Agapostemon boliviensis är en biart som beskrevs av Roberts 1972. Agapostemon boliviensis ingår i släktet Agapostemon och familjen vägbin. Inga underarter finns listade i Catalogue of Life.